# Thế vận hội Mùa đông 2018
Thế vận hội Mùa đông năm 2018, tên gọi chính thức tiếng Anh XXIII Olympic Winter Games, (tiếng Hàn: 평창 동계 올림픽; Hanja: 平昌 冬季 올림픽; Romaja: Pyeongchang Donggye Ollimpik, Bình Xương Đông quý Olympic) là một sự kiện thể thao nhiều môn Mùa đông được tổ chức từ ngày 9-25 tháng 2 năm 2018. Đã có 3 địa điểm là ứng cử viên để tranh quyền đăng cai là Annecy của Pháp và Munich của Đức và Pyeongchang của Hàn Quốc. Cuối cùng, huyện Pyeongchang thuộc tỉnh Gangwon của Hàn Quốc đã giành quyền đăng cai vào tháng 7 năm 2011, kết quả được thông báo ngày 6 tháng 7 năm 2011 bởi Ủy ban Olympic Quốc tế sau Buổi họp thứ 123 của Ủy ban Olympic Quốc tế ở Durban, Nam Phi. Pyeongchang là thành phố thứ ba của châu Á đăng cai Thế vận hội Mùa đông sau Sapporo, Nhật Bản (1972) và Nagano, Nhật Bản (1998). Đây cũng là lần đầu tiên kể từ 1992 Thế vận hội Mùa đông được tổ chức tại một vùng ngoại ô.

## Kết quả bầu chọn
| Pyeongchang | Hàn Quốc | 63 |
| Munich      | Đức      | 25 |
| Annecy      | Pháp     | 7  |

## Đại hội Thể thao

### Lễ khai mạc
Lễ khai mạc của Thế vận hội Mùa đông 2018 đã tổ chức tại sân vận động Olympic Pyeongchang vào ngày 9 tháng 2 năm 2018; sân vận động tiêu tốn 100 triệu đô la Mỹ này chỉ được sử dụng cho các nghi thức của các Thế vận hội và Paralympic này, và sẽ bị phá hủy sau khi hai cuộc tranh tài này kết thúc.

### Môn thể thao
Thế vận hội Mùa đông 2018 có 102 nội dung trong 15 môn thể thao, làm cho nó là Thế vận hội Mùa đông đầu tiên vượt mốc 100 nội dung tranh huy chương. Sáu nội dung mới trong các môn thể thao hiện tại đã được giới thiệu trong chương trình Thế vận hội Mùa đông ở Pyeongchang, bao gồm cả trượt ván trên tuyết không trung lớn của nam và nữ, bi đá trên băng đôi hỗn hợp, trượt băng tốc độ xuất phát băng đồng nam và nữ, và trượt tuyết đổ đèo đồng đội hỗn hợp.
Lần đầu tiên kể từ năm 1998, Liên hiệp khúc côn cầu quốc gia không cung cấp chỗ ở (bao gồm nghỉ giải lao cho tất cả các đội tuyển trong Thế vận hội) để cho phép các cầu thủ của mình tham gia trong giải đấu khúc côn cầu trên băng nam. Quyết định của NHL bắt nguồn từ yêu cầu của họ rằng IOC bao gồm chi phí bảo hiểm cho các cầu thủ NHL tham gia trong đại hội thể thao. Mặc dù đã chi trả để đảm bảo các cầu thủ NHL tại Sochi, IOC đã không muốn làm điều đó cho Pyeongchang và đã lo ngại rằng nhu cầu của NHL có thể là tiền lệ cho các cơ quan thể thao chuyên nghiệp khác. Ủy viên NHL Gary Bettman nói thêm rằng một nhân tố trong quyết định là IOC không cho phép NHL quảng bá sự tham gia của các cầu thủ của mình trong Thế vận hội. NHL đã bảo đảm sự hợp tác của Liên đoàn khúc côn cầu trên băng quốc tế và IOC, người đã đồng ý thành lập một danh sách đen cấm các đội tuyển quốc gia chỉ định hoặc chấp nhận các cầu thủ dưới hợp đồng của NHL với đội hình Olympic của họ.
Con số trong dấu ngoặc đơn thể hiện cho số nội dung huy chương được tranh tài trong mỗi môn thể thao tương ứng:
- Trượt tuyết đổ đèo (11) (chi tiết)

- Hai môn phối hợp (11) (chi tiết)

- Xe trượt lòng máng (3) (chi tiết)

- Trượt tuyết băng đồng (12) (chi tiết)

- Bi đá trên băng (3) (chi tiết)

- Trượt băng nghệ thuật (5) (chi tiết)

- Trượt tuyết tự do (10) (chi tiết)

- Khúc côn cầu trên băng (2) (chi tiết)

- Trượt băng nằm ngửa (4) (chi tiết)

- Hai môn phối hợp Bắc Âu (3) (chi tiết)

- Trượt băng tốc độ cự ly ngắn (8) (chi tiết)

- Trượt băng nằm sấp (2) (chi tiết)

- Trượt tuyết nhảy xa (4) (chi tiết)

- Trượt ván trên tuyết (10) (chi tiết)

- Trượt băng tốc độ (14) (chi tiết)

### Ủy ban Olympic Quốc gia đang tham gia
Tổng cộng 95 đội tuyển đã có đủ điều kiện cho ít nhất một vận động viên cho đến nay, với 92 đội trong số họ dự kiến sẽ cạnh tranh. Sáu quốc gia dự kiến ra mắt Thế vận hội Mùa đông lần đầu tiên: Ecuador, Eritrea, Kosovo, Malaysia, Nigeria và Singapore.
Các vận động viên đến từ Quần đảo Cayman, Dominica và Peru có đủ điều kiện để cạnh tranh, nhưng tất cả ba Ủy ban Olympic Quốc gia đã trả lại các điểm hạn ngạch cho Liên đoàn Trượt tuyết Quốc tế (FIS).
Theo thỏa thuận với Bắc Triều Tiên, các vận động viên đủ tiêu chuẩn của họ được phép vượt qua Khu phi quân sự Triều Tiên vào Hàn Quốc và tham gia vào cuộc thi. Hai quốc gia đã đi dạo cùng nhau dưới cờ Thống nhất Triều Tiên trong lễ khai mạc. Một đội tuyển khúc côn cầu trên băng nữ thống nhất Triều Tiên cũng đang cạnh tranh dưới sự chỉ định mã quốc gia riêng IOC (COR); trong tất cả các môn thể thao khác, có một đội Bắc Triều Tiên riêng biệt và một đội Hàn Quốc riêng biệt. Xem Bắc Triều Tiên tại Thế vận hội Mùa đông 2018 để biết thêm chi tiết.
Vào ngày 5 tháng 12 năm 2017, IOC thông báo rằng Ủy ban Olympic Nga đã bị đình chỉ do cuộc tranh cãi doping của Nga. Các vận động viên cá nhân đủ điều kiện và có thể chứng minh họ đã tuân thủ các quy định doping của IOC thay vì cạnh tranh với tư cách là "Vận động viên Olympic từ Nga" (OAR) dưới một lá cờ trung lập và hát bài hát Olympic trong bất kỳ buổi lễ nào.

Các quốc gia đang tham gia tại Thế vận hội Mùa đông 2018
Các quốc gia đang lần đầu tại Thế vận hội Mùa đông

| Ủy ban Olympic Quốc gia đang tham gia | Ủy ban Olympic Quốc gia đang tham gia |
| --- | --- |
| - Albania (2) - Andorra (5) - Argentina (7) - Armenia (3) - Úc (51) - Áo (105) - Azerbaijan (1) - Belarus (33) - Bỉ (22) - Bermuda (1) - Bolivia (2) - Bosna và Hercegovina (4) - Brasil (9) - Bulgaria (21) - Canada (226) - Chile (7) - Trung Quốc (81) - Colombia (4) - Croatia (19) - Síp (1) - Cộng hòa Séc (95) - Đan Mạch (17) - Ecuador (1) - Eritrea (1) - Estonia (22) - Phần Lan (106) - Pháp (107) - Gruzia (4) - Đức (156) - Ghana (1) - Anh Quốc (58) - Hy Lạp (4) - Hồng Kông (1) - Hungary (19) - Iceland (5) - Ấn Độ (2) - Iran (4) - Ireland (5) - Israel (10) - Ý (122) - Jamaica (3) - Nhật Bản (124) - Kazakhstan (46) - Kenya (1) - Triều Tiên (35)[a] - CHDCND Triều Tiên (10)[a] - Hàn Quốc (122)[a] (chủ nhà) - Kosovo (1) - Kyrgyzstan (2) - Latvia (34) - Liban (3) - Liechtenstein (3) - Litva (9) - Luxembourg (1) - Macedonia (3) - Madagascar (1) - Malaysia (2) - Malta (1) - México (4) - Moldova (2) - Monaco (4) - Mông Cổ (2) - Montenegro (3) - Maroc (2) - Hà Lan (33) - New Zealand (21) - Nigeria (3) - Na Uy (109) - Vận động viên Olympic từ Nga (168)[b] - Pakistan (2) - Philippines (2) - Ba Lan (62) - Bồ Đào Nha (2) - Puerto Rico (1) - România (27) - San Marino (1) - Serbia (4) - Singapore (1) - Slovakia (56) - Slovenia (71) - Nam Phi (1) - Tây Ban Nha (13) - Thụy Điển (116) - Thụy Sĩ (169) - Đài Bắc Trung Hoa (4) - Thái Lan (4) - Đông Timor (1) - Togo (1) - Tonga (1) - Thổ Nhĩ Kỳ (8) - Ukraina (33) - Hoa Kỳ (242) - Uzbekistan (2) | |
| NOC đã tham gia trong năm 2014, nhưng đang không có trong năm 2018. | NOC đang tham gia trong năm 2018, nhưng đã không có trong năm 2014. |
| - Quần đảo Virgin thuộc Anh - Quần đảo Cayman - Dominica - Nepal - Paraguay - Perú - Nga[b] - Tajikistan - Venezuela - Quần đảo Virgin thuộc Mỹ - Zimbabwe | - Bolivia - Colombia - Ecuador - Eritrea - Ghana - Kenya - Triều Tiên[a] - CHDCND Triều Tiên - Kosovo - Madagascar - Malaysia - Nigeria - Vận động viên Olympic từ Nga[b] - Puerto Rico - Singapore - Nam Phi |

#### Số lượng các vận động viên bởi Ủy ban Olympic Quốc gia (từ cao nhất đến thấp nhất)
| Mã IOC | Quốc gia                        | Vận động viên |
| ------ | ------------------------------- | ------------- |
| USA    | Hoa Kỳ                          | 242           |
| CAN    | Canada                          | 226           |
| SUI    | Thụy Sĩ                         | 169           |
| OAR    | Vận động viên Olympic từ Nga[b] | 168           |
| GER    | Đức                             | 156           |
| JPN    | Nhật Bản                        | 124           |
| ITA    | Ý                               | 122           |
| KOR    | Hàn Quốc[a]                     | 122           |
| SWE    | Thụy Điển                       | 116           |
| NOR    | Na Uy                           | 109           |
| FRA    | Pháp                            | 107           |
| FIN    | Phần Lan                        | 106           |
| AUT    | Áo                              | 105           |
| CZE    | Cộng hòa Séc                    | 95            |
| CHN    | Trung Quốc                      | 81            |
| SLO    | Slovenia                        | 71            |
| POL    | Ba Lan                          | 62            |
| GBR    | Anh Quốc                        | 58            |
| SVK    | Slovakia                        | 56            |
| AUS    | Úc                              | 51            |
| KAZ    | Kazakhstan                      | 46            |
| COR    | Triều Tiên[a]                   | 35            |
| LAT    | Latvia                          | 34            |
| NED    | Hà Lan                          | 33            |
| BLR    | Belarus                         | 33            |
| UKR    | Ukraina                         | 33            |
| ROU    | România                         | 27            |
| EST    | Estonia                         | 22            |
| BEL    | Bỉ                              | 22            |
| BUL    | Bulgaria                        | 21            |
| NZL    | New Zealand                     | 21            |
| CRO    | Croatia                         | 19            |
| HUN    | Hungary                         | 19            |
| DEN    | Đan Mạch                        | 17            |
| ESP    | Tây Ban Nha                     | 13            |
| ISR    | Israel                          | 10            |
| PRK    | CHDCND Triều Tiên[a]            | 10            |
| BRA    | Brasil                          | 9             |
| LTU    | Litva                           | 9             |
| TUR    | Thổ Nhĩ Kỳ                      | 8             |
| CHI    | Chile                           | 7             |
| ARG    | Argentina                       | 7             |
| AND    | Andorra                         | 5             |
| ISL    | Iceland                         | 5             |
| IRL    | Ireland                         | 5             |
| BIH    | Bosna và Hercegovina            | 4             |
| COL    | Colombia                        | 4             |
| GEO    | Gruzia                          | 4             |
| GRE    | Hy Lạp                          | 4             |
| IRI    | Iran                            | 4             |
| MEX    | México                          | 4             |
| MON    | Monaco                          | 4             |
| SRB    | Serbia                          | 4             |
| TPE    | Đài Bắc Trung Hoa               | 4             |
| THA    | Thái Lan                        | 4             |
| ARM    | Armenia                         | 3             |
| JAM    | Jamaica                         | 3             |
| LBN    | Liban                           | 3             |
| LIE    | Liechtenstein                   | 3             |
| MKD    | Macedonia                       | 3             |
| MNE    | Montenegro                      | 3             |
| NGR    | Nigeria                         | 3             |
| ALB    | Albania                         | 2             |
| BOL    | Bolivia                         | 2             |
| IND    | Ấn Độ                           | 2             |
| KGZ    | Kyrgyzstan                      | 2             |
| MAS    | Malaysia                        | 2             |
| MDA    | Moldova                         | 2             |
| MGL    | Mông Cổ                         | 2             |
| MAR    | Maroc                           | 2             |
| PAK    | Pakistan                        | 2             |
| PHI    | Philippines                     | 2             |
| POR    | Bồ Đào Nha                      | 2             |
| UZB    | Uzbekistan                      | 2             |
| AZE    | Azerbaijan                      | 1             |
| BER    | Bermuda                         | 1             |
| CYP    | Síp                             | 1             |
| ECU    | Ecuador                         | 1             |
| ERI    | Eritrea                         | 1             |
| GHA    | Ghana                           | 1             |
| HKG    | Hồng Kông                       | 1             |
| KEN    | Kenya                           | 1             |
| KOS    | Kosovo                          | 1             |
| LUX    | Luxembourg                      | 1             |
| MAD    | Madagascar                      | 1             |
| MLT    | Malta                           | 1             |
| PUR    | Puerto Rico                     | 1             |
| SMR    | San Marino                      | 1             |
| SGP    | Singapore                       | 1             |
| RSA    | Nam Phi                         | 1             |
| TLS    | Đông Timor                      | 1             |
| TGA    | Tonga                           | 1             |
| TOG    | Togo                            | 1             |

1. Một đội tuyển Triều Tiên thống nhất bao gồm các cầu thủ từ cả hai miền Bắc và Nam của bán đảo Triều Tiên đã thi đấu ở giải đấu khúc côn cầu trên băng của nữ sau cuộc hội đàm tại Bàn Môn Điếm vào ngày 17 tháng 1 năm 2018. Trong số 35 cầu thủ trên đội tuyển, 12 cầu thủ đến từ Bắc Triều Tiên và 23 cầu thủ đến từ Hàn Quốc.[25]
2. Nga đã tổ chức Thế vận hội Mùa đông 2014 tại Sochi, nhưng sau những tranh cãi về bê bối doping thì Ủy ban Olympic Nga đã bị đình chỉ và chỉ có thể thi đấu tại kỳ đại hội này với tên "Vận động viên Olympic từ Nga" hay "OAR".

### Lịch thi đấu
Tất cả các ngày là KST (UTC+9)
| KM | Lễ khai mạc | ● | Vòng đấu | 1 | Chung kết nội dung | BD | Biểu diễn | BM | Lễ bế mạc |

| Tháng 2                                | Tháng 2                                | 8 Năm | 9 Sáu | 10 Bảy | 11 CN | 12 Hai | 13 Ba | 14 Tư | 15 Năm | 16 Sáu | 17 Bảy | 18 CN | 19 Hai | 20 Ba | 21 Tư | 22 Năm | 23 Sáu | 24 Bảy | 25 CN | Số nội dung      |
| -------------------------------------- | -------------------------------------- | ----- | ----- | ------ | ----- | ------ | ----- | ----- | ------ | ------ | ------ | ----- | ------ | ----- | ----- | ------ | ------ | ------ | ----- | ---------------- |
| Khai mạc/Bế mạc                        | Khai mạc/Bế mạc                        |       | KM    |        |       |        |       |       |        |        |        |       |        |       |       |        |        |        | BM    | —                |
| Bi đá trên băng                        | Bi đá trên băng                        | ●     | ●     | ●      | ●     | ●      | 1     | ●     | ●      | ●      | ●      | ●     | ●      | ●     | ●     | ●      | ●      | 1      | 1     | 3                |
| Hai môn phối hợp                       | Hai môn phối hợp                       |       |       | 1      | 1     | 2      |       | 1     | 1      |        | 1      | 1     |        | 1     |       | 1      | 1      |        |       | 11               |
| Hai môn phối hợp Bắc Âu                | Hai môn phối hợp Bắc Âu                |       |       |        |       |        |       | 1     |        |        |        |       |        | 1     |       | 1      |        |        |       | 3                |
| Khúc côn cầu trên băng                 | Khúc côn cầu trên băng                 |       |       | ●      | ●     | ●      | ●     | ●     | ●      | ●      | ●      | ●     | ●      | ●     | ●     | 1      | ●      | ●      | 1     | 2                |
| Trượt băng nằm ngửa                    | Trượt băng nằm ngửa                    |       |       | ●      | 1     | ●      | 1     | 1     | 1      |        |        |       |        |       |       |        |        |        |       | 4                |
| Trượt băng nằm sấp                     | Trượt băng nằm sấp                     |       |       |        |       |        |       |       | ●      | 1      | 1      |       |        |       |       |        |        |        |       | 2                |
| Trượt băng nghệ thuật                  | Trượt băng nghệ thuật                  |       | ●     |        | ●     | 1      |       | ●     | 1      | ●      | 1      |       | ●      | 1     | ●     |        | 1      |        | BD    | 5                |
| Trượt băng tốc độ                      | Trượt băng tốc độ                      |       |       | 1      | 1     | 1      | 1     | 1     | 1      | 1      |        | 1     | 1      |       | 2     |        | 1      | 2      |       | 14               |
| Trượt băng tốc độ cự ly ngắn           | Trượt băng tốc độ cự ly ngắn           |       |       | 1      |       |        | 1     |       |        |        | 2      |       |        | 1     |       | 3      |        |        |       | 8                |
| Trượt tuyết băng đồng                  | Trượt tuyết băng đồng                  |       |       | 1      | 1     |        | 2     |       | 1      | 1      | 1      | 1     |        |       | 2     |        |        | 1      | 1     | 12               |
| Trượt tuyết đổ đèo                     | Trượt tuyết đổ đèo                     |       |       |        | 1     | 1      | 1     | 1     | 1      |        | 1      | 1     |        |       | 1     | 1      | 1      | 1      |       | 11               |
| Trượt tuyết nhảy xa                    | Trượt tuyết nhảy xa                    | ●     |       | 1      |       | 1      |       |       |        | ●      | 1      |       | 1      |       |       |        |        |        |       | 4                |
| Trượt tuyết tự do                      | Trượt tuyết tự do                      |       | ●     |        | 1     | 1      |       |       | ●      | 1      | 1      | 2     | ●      | 1     | 1     | 1      | 1      |        |       | 10               |
| Trượt ván trên tuyết                   | Trượt ván trên tuyết                   |       |       | ●      | 1     | 1      | 1     | 1     | 1      | 1      |        |       | ●      |       | ●     | ●      | 1      | 3      |       | 10               |
| Xe trượt lòng máng                     | Xe trượt lòng máng                     |       |       |        |       |        |       |       |        |        |        | ●     | 1      | ●     | 1     |        |        | ●      | 1     | 3                |
| Số nội dung trao huy chương trong ngày | Số nội dung trao huy chương trong ngày |       |       | 5      | 7     | 8      | 8     | 6     | 7      | 5      | 9      | 6     | 3      | 5     | 7     | 8      | 6      | 8      | 4     | 102              |
| Số nội dung đã trao huy chương         | Số nội dung đã trao huy chương         |       |       | 5      | 12    | 20     | 28    | 34    | 41     | 46     | 55     | 61    | 64     | 69    | 76    | 84     | 90     | 98     | 102   | 102              |
| Tháng 2                                | Tháng 2                                | 8 Năm | 9 Sáu | 10 Bảy | 11 CN | 12 Hai | 13 Ba | 14 Tư | 15 Năm | 16 Sáu | 17 Bảy | 18 CN | 19 Hai | 20 Ba | 21 Tư | 22 Năm | 23 Sáu | 24 Bảy | 25 CN | Tổng số nội dung |

### Bảng huy chương
| Hạng                | NOC                 | Vàng | Bạc | Đồng | Tổng số |
| ------------------- | ------------------- | ---- | --- | ---- | ------- |
| 1                   | Na Uy               | 14   | 14  | 11   | 39      |
| 2                   | Đức                 | 14   | 10  | 7    | 31      |
| 3                   | Canada              | 11   | 8   | 10   | 29      |
| 4                   | Hoa Kỳ              | 9    | 8   | 6    | 23      |
| 5                   | Hà Lan              | 8    | 6   | 6    | 20      |
| 6                   | Thụy Điển           | 7    | 6   | 1    | 14      |
| 7                   | Hàn Quốc            | 5    | 8   | 4    | 17      |
| 8                   | Thụy Sĩ             | 5    | 6   | 4    | 15      |
| 9                   | Pháp                | 5    | 4   | 6    | 15      |
| 10                  | Áo                  | 5    | 3   | 6    | 14      |
| 11–30               | Còn lại             | 20   | 29  | 41   | 90      |
| Tổng số (30 đơn vị) | Tổng số (30 đơn vị) | 103  | 102 | 102  | 307     |

## Bản quyền
Dưới đây là các quốc gia và vùng lãnh thổ sở hữu bản quyền phát sóng Thế vận hội Mùa đông 2018.
Ở Việt Nam,các môn thi đấu tại thế vận hội mùa đông 2018 trực tiếp VTV6 và YanTV
Chú thích
1. ↑  Dùng chung cho khu vực Đông Nam Á
2. ↑  Dùng chung cho San Marino và Tòa Thánh Vatican City.[32]